# CNP Assurances
Pour les articles homonymes, voir CNP.
CNP Assurances est une compagnie d'assurance de personnes en France créée en 1959. Elle est leader en assurance emprunteur  et 2e en assurance vie en France, le 7e assureur européen  et le 3e assureur au Brésil. Par la loi de privatisation de juillet 1992 et par la structure de son actionnariat, CNP Assurances est une entreprise du secteur public, détenue par La Banque Postale.
Le 4 mars 2020, CNP Assurances a vu son actionnariat modifié dans le cadre d'un projet de pôle financier public, projet à la suite duquel la société s'est trouvée principalement détenue par La Banque Postale (62,13%). Le reste de l'actionnariat étant partagé entre BPCE (16,11%) et des actions flottantes (21,76%)[source insuffisante].
Le 16 décembre 2021, La Banque postale annonce avoir acquis l'intégralité de la part détenue par BPCE.
À la suite d'une OPA puis un rachat obligatoire des actions de l'entreprise alors non encore détenues par la banque, respectivement les 3 et 20 juin 2022, La Banque Postale acquiert les 21,1% restant, retirant la cote de l'action de CNP Assurances sur le marché.

## Histoire
L’origine de CNP Assurances remonte au milieu du XIXe siècle, avec la création de trois caisses au sein de la Caisse des dépôts : la Caisse nationale d'assurance en cas de décès (1868), la Caisse de retraite pour la vieillesse (1850) et la Caisse nationale d'assurance en cas d'accident (1868).
Les deux premières caisses se réunissent en 1949 et forment la Caisse nationale d'assurance sur la vie, qui fusionne elle-même dix ans plus tard avec la Caisse d’assurance en cas d’accident pour donner naissance à la Caisse nationale de prévoyance en 1959.
En 1992, la CNP devient société anonyme et change de nom.
CNP Assurances acquiert en 1995 Compania de Seguros de Vida en Argentine.
Elle s’appelle désormais CNP Assurances et s’introduit en Bourse en 1998.
Elle s’implante ensuite au Portugal en 1999, puis au Brésil en 2001 où elle détient 51,75 % de Caixa Seguradora. Elle est présente en Italie depuis 2005 et en Espagne depuis 2006. CNP Assurances est également implantée en Irlande, à Chypre et en Grèce via ses filiales.
En décembre 2014, CNP vend sa participation de 50 % dans CNP Barclays Vida Y Pensiones à Barclays pour 453 millions d'euros.
En 2018, CNP Assurances est en discussion avec Caixa Seguridade (Brésil) en vue de la conclusion d’un nouvel accord de distribution, qui est entériné en septembre 2018.
En août 2018, le ministre de l’Économie et des Finances Bruno Le Maire officialise le rapprochement entre la Banque Postale et CNP Assurances, afin de permettre à la Poste de se développer dans la banque et l’assurance.
Le 15 novembre 2018, Antoine Lissowski est nommé au poste de directeur général de CNP Assurances. Auparavant directeur général adjoint et directeur financier, il assurait déjà depuis septembre 2018 l'intérim à la tête de la CNP. Il succède à Frédéric Lavenir.
En août 2020 Véronique Weill est désignée présidente de CNP Assurances par le conseil d’administration.
En avril 2021, Stéphane Dedeyan est nommé, en remplacement d'Antoine Lissowski, au poste de directeur général de CNP Assurances.
En 2022, CNP Assurances boucle une année record avec 1,94 milliard d'euros de bénéfice net.
En janvier 2024, Marie-Aude Thépaut est nommée, en remplacement de Stéphane Dedeyan, au poste de directrice générale de CNP Assurances .
En juillet 2024, CNP Assurances vend à la banque chypriote à Hellenic Bank sa filiale active en Grèce et à Chypre (CNP Cyprus Insurance Holdings). En juin 2025, CNP Assurances finalise la vente pour 619 millions d'euros à UniCredit de sa part (51%) dans la coentreprise CNP UniCredit Vita.

## Actionnaires
Répartition du capital depuis le 20 juin 2022  : 
- La Banque postale : 100 %

## Partenaires
À l'étranger, le Groupe s’associe en joint‑venture à des acteurs bancaires bien implantés sur leur marché et dotés d’un réseau de distribution étendu : Caixa Econômica Federal au Brésil, UniCredit en Italie et Santander Consumer Finance dans 11 pays d’Europe. La participation de ces acteurs à la gouvernance et aux résultats de la joint-venture favorise la mobilisation de leurs réseaux de distribution, clé du développement de l’activité.

### Identité visuelle (logo)

Ancien logo de CNP Assurances jusqu’en 2014.
Logo de CNP Assurances de 2014 à 2024.
Logo de CNP Assurances depuis 2024.